# 神楽坂浮子
神楽坂 浮子（かぐらざか うきこ、1938年1月15日 - 2013年11月20日）は日本の芸者歌手。

## 経歴
1938年(昭和13年)1月15日、東京府深川で生まれる。本名、大野景子。中学生の頃からスポーツ万能で陸上の選手をしていたが、高校入学直後に文化放送の「ものまねコンクール」に出場し合格したことが歌手になるきっかけとなった。レコードを出す直前に、神楽坂はん子の歌が好きだという理由から高校を中退して神楽坂で芸者の見習いに入る。そして、はん子の曲も多く作曲していた作曲家古賀政男の門下となり直接歌の指導を受け、1954年((昭和29年)、『私なんだか変テコリン』でビクターから歌手デビュー。
1956年(昭和31年)『十九の春』が大ヒットし、プロ歌手の仲間入りを果たす。1958年(昭和33年)には『三味線フラ』がヒットし、NHK紅白歌合戦に初出場。その後も『三味線フラ・フープ』や『三味線ドドンパ』といったニューリズムの日本調歌謡のヒットを次々と飛ばし、その美貌から多くの映画にも出演した。
1961年(昭和36年)にも『東京の下町娘』で紅白歌合戦に２回目の出場をしたりと順調な歌手生活を送っていたが、1963年(昭和38年)に25歳で一般人男性と結婚。間もなく長男を出産し仕事をセーブした。金銭感覚のズレから数年後に離婚。
昭和40年代に入ると東芝に移籍し、日本調歌謡や俗曲などを発売した。懐メロブームで『なつかしの歌声』などのテレビ番組に出演し自身のヒット曲を披露したり、地方公演にも出演したりした。1974年(昭和49年)に再婚し長女を出産したが、間もなく2度目の離婚。夫の借金により財産を失う。1979年(昭和54年)には芸能界から完全に引退した。パトロンの出資でフレンチレストランのオーナーとなるも、その後店をやめ、芸者関係の仕事をする。
時が流れ1995年(平成7年)に憧れのはん子が死去、1997年(平成9年)には可愛がられた大先輩の芸者歌手・市丸も死去。「このままでは芸者歌手の灯が絶えてしまう」と周囲から説得され、同年、日本コロムビアからはん子の持ち歌『こんなベッピン見たことない』で歌手復帰した。その後はテレビ番組ではん子の『ゲイシャ・ワルツ』を歌い継ぎ、日本歌手協会の理事職を務めたり、後輩歌手への日本調の指導、神楽坂で芸者置屋の女将として若手芸者の育成に取り組んだりと精力的に活動した。
その後も「木曜8時のコンサート」や「思い出のメロディー」など多くの番組に出演したが、
2013年4月26日放送の「爆報! THE フライデー」（TBS）に出演したのが最後のテレビ出演となった。2013年(平成25年
)11月20日、千葉県松戸市の病院で心不全のため死去。75歳没。死去後の2013年12月6日、「爆報! THE フライデー」で生前に出演した時の映像が追悼放映された。

## エピソード
- 歌手のあべ静江の公式ブログで、「（大意）携帯電話のメールも絵文字付きでこなせる」と紹介されている（2010年11月15日）。
- 最晩年は生活保護を受けて暮らしていた。

## ディスコグラフィー
ビクター
- 1954年(昭和29年)『私なんだか変テコリン』、『初恋カナリヤ娘』
- 1955年(昭和30年)『乙女ごころの十三夜』
- 1956年(昭和31年)『十九の春』、『芸者エレジー』
- 1957年(昭和32年)『お江戸めおと星』
- 1958年(昭和33年)『一緒に泣いてお月さま』、『舞妓さんこんばんわ』、『三味線フラ』、 『三味線フラ・フープ』
- 1961年(昭和36年)『東京の下町娘』
- 1962年(昭和37年)『明治一代女』、『浮子のボサノバ』
- 1967年(昭和42年)『銀座化粧／銀座小唄』

東芝
- 1969年(昭和44年)『女のいのち』
- 1970年(昭和45年)アルバム「風流唄絵巻」
- 発売年不明 アルバム「俗曲あらかると」

ビクター
- 1980年(昭和55年)『女一生風ぐるま』

コロムビア
- 1997年(平成9年)『こんなベッピン見たことない／ほんまにしゃーない』

## NHK紅白歌合戦出場歴
| 1958年（昭和33年）/第9回                            | 三味線フラ   | 三波春夫   |
| 1961年（昭和36年）/第12回                           | 東京の下町娘 | 井上ひろし |
| - このうち、第9回はラジオ中継による音声が現存する。 |              |            |

## 主な映画出演
- 初恋カナリヤ娘（1955年、日活） - ハル子役
- 青春温泉夜話 湯の町椿（1955年、日活）
- 十九の春（1956年、松竹） - 薗田妙子役
- たぬき（1956年、松竹）
- スタジオ超特急（1956年、松竹）
- 女優誕生（1956年、松竹）
- オーケストラの姉妹（1957年、松竹） - 郡山京子役
- 「笑え勘平」より 消えた短剣（1957年、東映）
- 「笑え勘平」より 摩天楼の秘密（1957年、東映）
- 夜の波紋（1958年、松竹）
- 見事な求婚（1958年、松竹） - 君田雪代役
- 喧嘩笠（1958年、東映） - お千賀役
- 初春狸御殿（1959年、大映） - 第三の姫役
- 伝七捕物帖　幽霊飛脚（1959年、松竹） - お千代役
- パイナップル部隊（1959年、松竹） - 芸者役
- 待っていた花嫁（1959年、松竹） - 芸者・玉子役
- 銭形平次捕物控　美人蜘蛛（1960年、大映） - おきた役
- 黄門社長漫遊記（1962年、東映） - たい子役
- 京子の初恋 八十八夜の月（1962年、松竹）
- 東京オリンピック音頭 恋愛特ダネ合戦（1963年、松竹）
- 大暴れ五十三次（1963年、東映） - しのぶ太夫役

## 主なテレビ出演

### 歌番組ほか
- スター千一夜（フジテレビ）
- なつかしの歌声（東京12チャンネル）
- 昭和歌謡大全集（テレビ東京）
- 年忘れにっぽんの歌（テレビ東京）
- 第40回NHK思い出のメロディー（2008年、NHK総合）
- NHK歌謡コンサート（NHK総合）
- 木曜8時のコンサート〜名曲!にっぽんの歌〜（2012年6月7日、テレビ東京）
- 爆報! THE フライデー（2013年4月26日、TBS）

### ドラマ
- 花は花よめ（1972年、日本テレビ）
- 水戸黄門（1997年、TBS）

## その他の出演
- 第37回日本歌手協会歌謡祭[5]（ゆうぽうと、2010年10月28日）
- 秋の歌謡フェスティバル（ゆうぽうと、2012年10月10日）